# 秦明 (法医)
秦明（1981年1月10日—），生于安徽省铜陵市，中国法医、作家。担任安徽省公安厅物证鉴定管理处警务技术四级主任，一级警督警衔，副主任法医师职称；为中国作家协会会员，安徽省法医学会秘书长，安徽省公安文联常务理事。

## 生平
秦明于1981年1月生于安徽省铜陵市，其父亲是从事痕迹检验鉴定几十年的刑警，母亲是护士。1998年，受家庭影响的秦明在高考时考入了皖南医学院的法医学专业，2003年毕业后又进入中国刑事警察学院，并于2005年获得了医学和法学双学士学位，并于同年考入了安徽省公安廳，成为一名法医。2011年4月，秦明为让公众了解法医与法医学的相关内容，以“法医秦明”为名注册新浪微博账户开始科普活动。
2012年，秦明在天涯论坛莲蓬鬼话版块连载其首部犯罪推理小说《鬼手佛心——我的那些案子》，吸引了大量读者，出版社亦慕名而来，因其公职人员身份，在汇报领导得到支持后《鬼手佛心》在博集天卷出版，书名改为《尸语者》。2015年，其所著小说《第十一根手指》获第一届网络文学双年奖优秀奖。2016年，据秦明原著小说《尸语者》改编的网剧《法医秦明》大火，同年12月，秦明当选CCTV“年度最具网络影响力法治人物”。2018年6月，秦明被批准加入中国作家协会，成为中国作家协会会员。
截至2023年1月，秦明创作的《法医秦明》系列小说已出版13部，而基于此改编的影视作品，如网络剧《法医秦明》、《法医秦明2：清道夫》、《法医秦明之幸存者》、《法医秦明之无声的证词》，网络电影《法医秦明之车尾游魂》，《法医秦明》系列网络电影三部曲等总计十余部。2023年7月20日，由秦明参与案件改编并担任嘉宾的法医职场类真人秀《初入职场·法医季2》首播，该剧播出后在豆瓣获得好评。2023年12月，秦明出版了以《逝者证言》为基础进行修订重版的《法医之书》。

## 著作
- 《法医秦明》系列小说：
  - 《尸语者》、《无声的证词》、《第十一根手指》、《清道夫》、《幸存者》、《偷窥者》、《天谴者》、《遗忘者》、《玩偶》、《白卷》

- 《守夜者》系列小说：
  - 《守夜者》、《守夜者2: 黑暗潜能》、《守夜者3: 生死盲点》、《守夜者4: 天演》
- 《逝者证言》[1]、
- 《燃烧的蜂鸟》、《燃烧的蜂鸟：谜案1985》
- 《法医之书》[20]